# اتحاد أوروبا الغربية
اتحاد أوروبا الغربية هو منظمة دولية مكلفة بتطبيق معاهدة بروكسل (1948) واتفاقية الدفاع بين الدول الأوروبية الغربية خلال الحرب الباردة. منذ نهاية الحرب الباردة يقوم الاتحاد الأوروبي بأكبر الدور الدفاعي كما نقلت مهام ومؤسسات المنظمة إلى الاتحاد الأوروبي. عام 2009 تولت معاهدة لشبونة مهام المنظمة الدفاعية ونتيجة لذلك واعتبارا من 31 مارس/ آذار 2010 تم إنهاء اتفاقية وأنشطة اتحاد غرب أوروبا ومن المقرر أن تتوقف بحلول تموز / يوليو 2011.

علم اتحاد أوروبا الغربية

## تاريخيًا

### خلفية
في 17 مارس 1948، وقّعت المملكة المتحدة وفرنسا وبلجيكا ولوكسمبورغ وهولندا على معاهدة بروكسل، وتأسس الاتحاد الغربي بموجبها، وهو تحالف دفاع حكومي دولي عزز التعاون الاقتصادي والثقافي والاجتماعي. تسببت الحاجة إلى تعزيز التزامات معاهدة شمال الأطلسي بالهياكل السياسية والعسكرية المناسبة إلى إنشاء منظمة حلف شمال الأطلسي. في ديسمبر 1950، قررت الأطراف في معاهدة بروكسل نقل مقر منظمة الاتحاد الغربي للدفاع وموظفيها وخططها إلى منظمة حلف شمال الأطلسي، والتي تولت فيها القيادة العليا للقوات المتحالفة في أوروبا مسؤولية الدفاع عن أوروبا الغربية.كان لتأسيس منظمة حلف شمال الأطلسي دور في تجريد معاهدة بروكسل واتحادها الغربي من السلطة، فضلًا عن توقيع سلسلة من المعاهدات التأسيسية لمنظمة التعاون الاقتصادي والتنمية (أبريل 1948)، ومنظمة حلف شمال الأطلسي (أبريل 1949)، ومجلس أوروبا (مايو 1949) والجماعة الأوروبية للفحم والصلب (أبريل 1951).

### 1954- 1984: السكون العام
أُجريت تعديلات على المعاهدة التأسيسية للاتحاد الغربي في بروكسل خلال مؤتمر باريس عام 1954، وذلك نتيجة لفشل معاهدة إنشاء جماعة الدفاع الأوروبية في الحصول على الموافقة الفرنسية: وضعت المعاهدة العامة التي أُبرمت في عام 1952 جماعة الدفاع الأوروبية شرطًا مسبقًا لإنهاء احتلال الحلفاء لألمانيا، فضلًا عن وجود رغبة في ضم ألمانيا إلى البنية الدفاعية الغربية. حولت معاهدة بروكسل المعدلة الاتحاد الغربي إلى اتحاد أوروبا الغربية، وجرى ضم إيطاليا وألمانيا الغربية حينها. بيد أن الاتحاد الذي أنشأته معاهدة بروكسل المعدلة كان أقل قوة وطموحًا بكثير مقارنة بالاتحاد الغربي الأصلي، كانت عضوية ألمانيا في الاتحاد كافية لإنهاء احتلال البلد وفقًا للمعاهدة العامة.
ذكر الموقعون على اتفاقات باريس أهدافهم الرئيسية الثلاثة في مقدمة معاهدة بروكسل المعدلة:
- خلق ركائز ثابتة للانتعاش الاقتصادي الأوروبي في أوروبا الغربية.
- تقديم الدول الأعضاء العون لبعضها البعض في مقاومة أي سياسة عدوانية.
- تعزيز الوحدة وتشجيع الاندماج التدريجي في أوروبا.

جرى تسليم الجوانب الاجتماعية والثقافية لمعاهدة بروكسل إلى مجلس أوروبا تجنبًا لأي ازدواجية في المسؤوليات. أسفر ذلك، بالإضافة إلى وجود منظمة حلف شمال الأطلسي، عن تهميش اتحاد أوروبا الغربية، وتسبب في تعطيله إلى حد كبير.
في 1 يناير 1960، وبموجب القرار الذي اتخذه مجلس الاتحاد الأوروبي الغربي في 21 أكتوبر 1959 والقرار الذي اتخذته لجنة وزراء مجلس أوروبا في 16 نوفمبر 1959، نُقِلت صلاحيات أنشطة اتحاد أوروبا الغربية في المجالات الاجتماعية والثقافية (اللجنة الاجتماعية ولجنة الصحة العامة واللجنة المشتركة المعنية بتأهيل واستقرار ذوي الاحتياجات الخاصة واللجنة الثقافية) إلى مجلس أوروبا الذي تولى بالفعل إدارة برامج في هذه المجالات. نُقلت صلاحية لجنة الجامعات الأوروبية إلى مجلس أوروبا بشكل منفصل عن بقية الأنشطة الثقافية لاتحاد أوروبا الغربية.

### 1984- 1998: النهضة
اعتبارًا من أواخر السبعينيات من القرن العشرين، بُذلت جهود تهدف إلى إضافة بُعد أمني إلى التعاون السياسي الأوروبي للجماعات الأوروبية. كان لمعارضة الدنمارمك واليونان وأيرلندا لهذه الجهود دور في إعادة إحياء اتحاد أوروبا الغربية في عام 1984 وذلك باعتماد إعلان روما. قبل تلك المرحلة، وُظّفت أحكام معاهدة بروكسل المعدلة بشكل ضئيل.
في عام 1992، تبنى اتحاد أوروبا الغربية إعلان بيترسبرغ، الذي وضع ما يُعرف باسم مهام بيترسبرغ لمواجهة احتمال زعزعة الاستقرار في أوروبا الشرقية. لا يمتلك اتحاد أوروبا الغربية جيشًا دائمًا ولكنه يعتمد على التعاون بين أعضائه. تراوحت مهام الاتحاد بين الأكثر تواضعًا والأقوى، وشملت المهام الإنسانية ومهام الإنقاذ وحفظ السلام فضلًا عن مهام القوات القتالية في إدارة الأزمات، بما في ذلك إحلال السلام.
في عام 1996، جرى الاتفاق خلال الاجتماع الوزاري لمنظمة حلف شمال الأطلسي في برلين على أن يشرف الاتحاد الأوروبي الغربي على إنشاء هوية أمنية ودفاعية أوروبية ضمن تشكيلات منظمة حلف شمال الأطلسي. تمثل الغرض من الهوية الأمنية والدفاعية الأوروبية أن تكون ركيزة أوروبية داخل منظمة حلف شمال الأطلسي، وذلك للسماح جزئيًا للدول الأوروبية باتخاذ الإجراءات العسكرية في حال معارضة منظمة حلف شمال الأطلسي ذلك، فضلًا عن تخفيف العبء المالي الواقع على عاتق الولايات المتحدة والمتمثل في الإبقاء على قواعد عسكرية في أوروبا، وهو ما فعلته منذ الحرب الباردة. سمحت اتفاقية برلين للدول الأوروبية (من خلال اتحاد أوروبا الغربية) باستخدام أصول حلف شمال الأطلسي إذا رغبت في ذلك.

### 1998-2009: نقل المهام إلى الاتحاد الأوروبي
عام 1998، وقعت المملكة المتحدة على إعلان سان مالو، وذلك عقب اعتراضها على استحداث قدرات للدفاع الذاتي الأوروبي. مثّل هذا نقطة تحول؛ إذ أيّد الإعلان إنشاء سياسة أوروبية للأمن والدفاع، بما في ذلك قوة عسكرية أوروبية ذات قدرة على العمل باستقلالية. جاء الإعلان ردًا على حرب كوسوفز التي اندلعت في أواخر تسعينيات القرن العشرين، والتي اعتُبر الاتحاد الأوروبي خلالها غير قادر على التدخل لوقف النزاع.
أُبديت العديد من المخاوف بشأن تقويض حلف شمال الأطلسي بسبب وجود ركيزة أمنية أوروبية، وفي ردها على السيد مالو، طرحت وزيرة الخارجية الأمريكية السابقة، مادلين أولبرايت ثلاثة محاور رئيسية: عدم وجود ازدواجية فيما أُنجز بفعالية في إطار منظمة حلف شمال الأطلسي، وعدم الفصل بين الولايات المتحدة ومنظمة حلف شمال الأطلسي، وعدم التمييز ضد الدول غير الأعضاء في الاتحاد الأوروبي مثل تركيا.
نقلت معاهدة أمستردام، التي دخلت حيز التنفيذ في عام 1999، مهام بيترسبرغ التي يضطلع اتحاد أوروبا الغربي بها إلى الاتحاد الأوروبي، ونصت على أن السياسة الأمنية والدفاعية المشتركة التي ينتهجها الاتحاد الأوروبي، والتي من شأنها أن تحل محل هذه السياسة، سوف تُصاغ تدريجيًا على أساس هذه المهام.
في يونيو 1999، قرر مجلس كولونيا الأوروبي دمج دور اتحاد أوروبا الغربية في الاتحاد الأوروبي، وذلك بالتخلي فعليًا عن الاتحاد. عيّن مجلس كولونيا خافيير سولانا ممثلًا ساميًا للاتحاد للشؤون الخارجية والسياسة الأمنية وذلك للمساعدة على إحراز تقدم في كل من السياسة الخارجية والأمنية المشتركة للاتحاد الأوروبي والسياسة الأمنية والدفاعية المشتركة. في 20 نوفمبر 1999، عُيّن سولانا كذلك أمينًا عامًا لاتحاد أوروبا الغربية. سُمح له كونه رئيسًا لكلتا المنظمتين بالإشراف على النقل المستمر لمهام اتحاد أوروبا الغربية إلى الاتحاد الأوروبي.
في عام 2002، أجريت تعديلات على اتفاقية برلين لعام 1996 فيما عُرف باتفاقية برلين بلاس، والتي سمحت للاتحاد الأوروبي كذلك بالاستفادة من بعض أصول منظمة حلف شمال الأطلسي في عمليات حفظ السلام الخاصة به.
في بادئ الأمر، وبمقتضى معاهدة أمستردام، مُنح اتحاد أوروبا الغربية دورًا أساسيًا في منح الاتحاد الأوروبي قوة دفاعية مستقلة، وكان له دور بارز في مهام بيترسبرغ، غير أن ذلك الحال تغيّر. في 13 نوفمبر 2000، اجتمع وزراء اتحاد أوروبا الغربية في مرسيليا واتفقوا على البدء في نقل صلاحيات الاتحاد ومهامه إلى الاتحاد الأوروبي، وذلك في ظل سياسته الخارجية والأمنية المشتركة وسياسته الأمنية والدفاعية المشتركة.
على سبيل الذكر، في 1 يناير 2002، نُقل معهد الدراسات الأمنية التابع لاتحاد أوروبا الغربية ومركز الأقمار الصناعية التابع للاتحاد الأوروبي وأصبح يُعرف باسم معهد الاتحاد الأوروبي للدراسات الأمنية ومركز الاتحاد الأوروبي للأقمار الصناعية. تضمنت معاهدة لشبونة أحكامًا تنص على التعاون بين الاتحاد الأوروبي وكل من منظمة حلف شمال الأطلسي (بما في ذلك اتفاقية برلين بلاس) واتحاد أوروبا الغربية. بيد أن الالتزام الدفاعي، المنصوص عليه في المادة الرابعة من معاهدة بروكسل، لم يُدرج. يمكن النظر إلى المادة 42 (7) من معاهدة الاتحاد الأوروبي، بصيغتها المعدلة بمقتضى معاهدة لشبونة، على أنها تدمج ذلك الالتزام الدفاعي في إطار الاتحاد الأوروبي.
كان كل من معهد الاتحاد الأوروبي للدراسات الأمنية ومركز الاتحاد الأوروبي للأقمار الصناعية، اللذين أُنشئا للعمل في إطار ركيزة السياسة الخارجية والأمنية المشتركة للاتحاد الأوروبي، بديلين لمعهد الدراسات الأمنية التابع لاتحاد أوروبا الغربية ومركز الأقمار الصناعية التابع للاتحاد الأوروبي اللذان أُنشئا للعمل في إطار اتحاد أوروبا الغربية.
تزامنًا مع نقل الصلاحيات، جرى حث الجمعية البرلمانية لاتحاد أوروبا الغربية على حل نفسها، إذ امتلكت صلاحية الإشراف على سياسات اتحاد أوروبا الغربية، وليس السياسة الخارجية والأمنية المشتركة للاتحاد الأوروبي. إلا أن الجمعية رأت أن لها دور هام، ولا سيما مع امتلاكها حق التدقيق والعضوية والخبرة في السياسة الدفاعية. لذلك، أعادت الجمعية تسمية نفسها باسم الجمعية الأوروبية المؤقتة للأمن والدفاع وطالبت الاتفاقية الأوروبية بإدراجها مجلسًا ثانيًا ضمن الإطار المؤسسي للاتحاد الأوروبي. جادلت الجمعية كذلك بإمكانيتها فحص لجنة التنمية المستدامة بفعالية، وأن تساهم في تحسين العلاقات بين الاتحاد الأوروبي ومنظمة حلف شمال الأطلسي، وأن تتوافق مع الاتحاد، وأن تحتوي أعضاء من برلمانيين وطنيين، فضلًا عن النمط الحكومي الدولي في السياسة الخارجية والأمنية المشتركة للاتحاد الأوروبي.
على الرغم من أن الدستور الأوروبي يهدف إلى تبسيط السياسة الخارجية للاتحاد الأوروبي وتسهيلها، كالجمع بين منصبي السياسة الخارجية الرئيسيين، لم يكن من الحكمة إنشاء هيئة تشريعية مزدوجة منفصلة للجنة الاتحادية، وبدلًا من ذلك، مُنح البرلمان الأوروبي المزيد من صلاحية التدقيق على السياسة الخارجية.